# Precursore sismico
Con il termine precursore sismico si fa riferimento ad un fenomeno di varia natura che precede un evento sismico. La tipologia di precursori sismici maggiormente studiati dagli scienziati nella storia sono:
- Caratteristiche orbitali dei pianeti del Sistema Solare e la loro posizione rispetto alla Terra;
- Caratteristiche orbitali della Luna;[2][3][4]
- Grado/caratteristiche di deformazione del terreno;[[[Aiuto:Chiarezza|]]]
- Variazioni del campo geomagnetico[5][6][7];
- Formazione di corpi nuvolosi al di sopra di epicentri sismici ("nuvole sismiche");[senza fonte]
- Anomalie gravitazionali terrestri;[8]
- Livello dell'acqua nel suolo;
- Concentrazione del gas radon;[9][10]
- Condizioni meteorologiche (temperatura, vento, corpi nuvolosi);[senza fonte]
- Variazioni dell'emissione termica (radiazione infrarossa) della crosta terrestre;
- Infrasuoni (geofonia);
- Stress crostale;[non chiaro]
- Anomalie del comportamento animale;
- Pulsazioni geo-elettriche;[non chiaro]
- Dati storici e statistici;[in che senso i dati storici sono precursori di un evento sismico imminente?]
- Inclinazione della crosta terrestre;[la crosta terrestre è curva, di quale inclinazione si tratta?]
- Tasso di accumulo di energia meccanica nelle faglie;
- Variazioni del campo elettromagnetico naturale;
- Variazioni GPS di un'area legate al geodinamismo;
- Variazioni dell'attività solare[11][12][13][14][15][16];
- TGFR (Tide-Generation Forces Resonance) o forza di marea generata dalla Luna;
- Variazioni geodetiche (variazioni della dimensione di un'area della crosta terrestre);
- Variazioni ionosferiche (densità ionica, campo elettromagnetico).
- MS-Double Time Method o analisi del tempo che intercorre fra due grandi terremoti;[non è il Seismic Gap? di cui sotto]
- Micro-vibrazioni della crosta terrestre[sarebbero?];
- Variazioni della resistività della crosta terrestre (elettrocinetica);
- Variazioni della composizione chimica della crosta terrestre (incluso il gas radon);
- Variazioni dell'attività dei vulcani di fango;[17][18]
- Seismic Gap o intervallo temporale sismico (ad esempio: statisticamente si osserva un terremoto M6+ all'anno in un determinato distretto sismico);[dati statistici non sono dei precursori]
- Foreshocks o scosse sismiche premonitrici (un esempio è stato il treno sismico che ha preceduto il terremoto dell'Aquila avvenuto il 6 aprile 2009 alle ore 03:32:39 UTC).